# Michael von Prollius

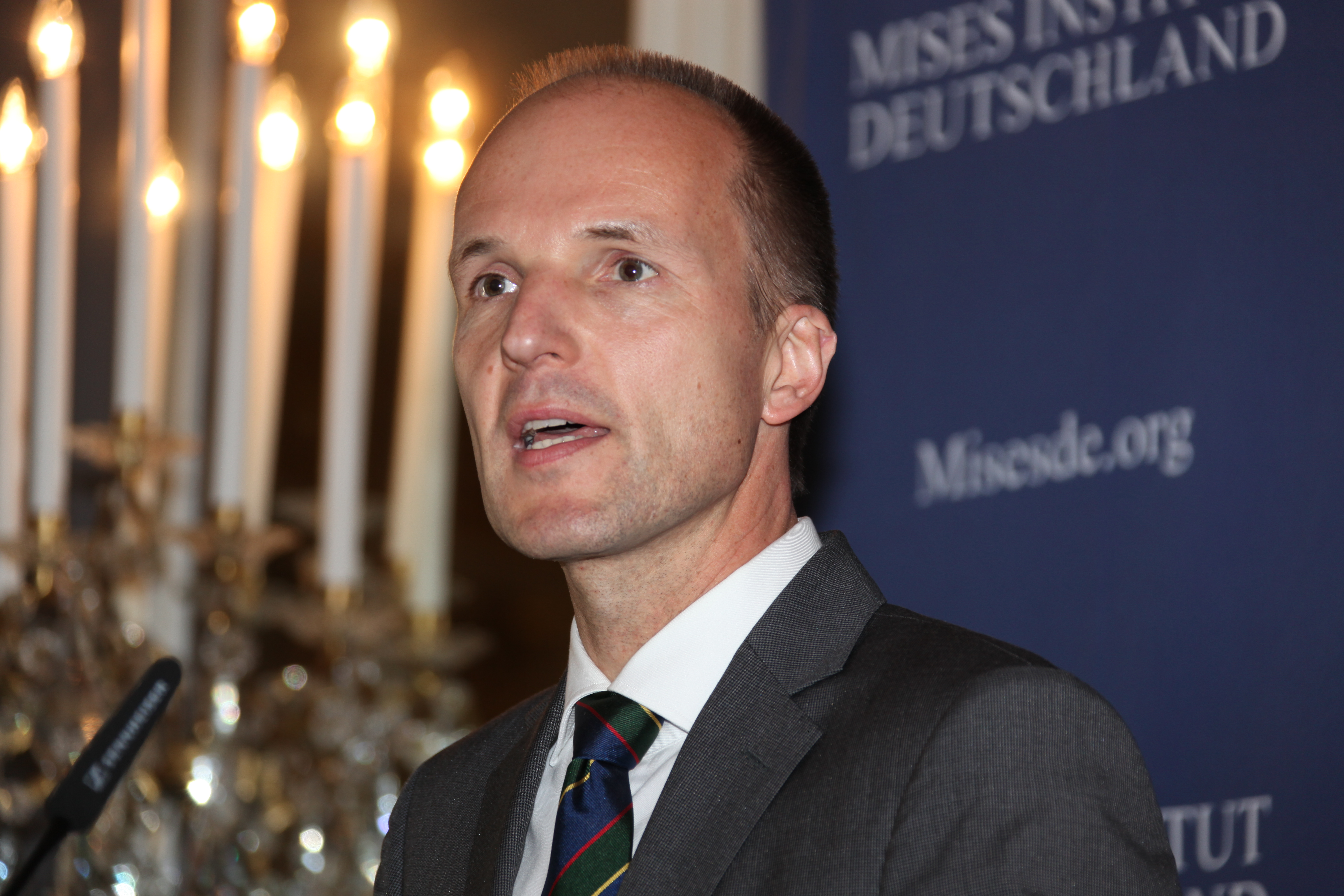
Michael von Prollius (2014)

Michael von Prollius (* 1969 in Hamburg) ist ein deutscher Wirtschaftshistoriker, Unternehmensberater und Publizist.

## Leben
Von Prollius studierte Betriebswirtschaftslehre (Diplom-Kaufmann) und Geschichte (M.A.) an der Universität Bayreuth und der Freien Universität Berlin sowie der Humboldt-Universität zu Berlin. 2001 wurde er bei Heinrich Volkmann an der FU Berlin mit der Dissertation Das Wirtschaftssystem der Nationalsozialisten 1933–1939. Steuerung durch emergente Organisation und politische Prozesse zum Dr. phil. promoviert. Danach war er als Unternehmensberater und wirtschaftspolitischer Referent tätig.
Er ist stellvertretender Vorsitzender des Stiftungsrats der Friedrich A. von Hayek-Stiftung und war Lehrbeauftragter für Wirtschaftsgeschichte an der FU Berlin. Er ist Senior Experte beim Institut für Unternehmerische Freiheit. Gemeinsam mit dem Publizisten Norbert F. Tofall gründete er das Liberale Privatseminar in der Tradition von Ludwig von Mises und Friedrich August von Hayek. Ferner ist er assoziierter Wissenschaftler beim Liberalen Institut in Zürich. Von Prollius ist Autor mehrerer wissenschaftlicher Bücher und von Artikeln bei unter anderem eigentümlich frei, Frankfurter Allgemeine Zeitung, Neue Zürcher Zeitung, Cicero Online und wallstreet:online, außerdem bei geschichtswissenschaftlichen Zeitschriften wie Vierteljahrschrift für Sozial- und Wirtschaftsgeschichte, Archiv für Sozialgeschichte und Historische Zeitschrift.
Er ist Gründer der Internetplattform „Forum Ordnungspolitik“, die er 2015 zum „Forum Freie Gesellschaft“ weiterentwickelte und die eine eigene Buchreihe enthält.
Von Prollius ist verheiratet und lebt mit seiner Familie in Berlin.

## Schriften (Auswahl)
- Das Wirtschaftssystem der Nationalsozialisten 1933–1939. Steuerung durch emergente Organisation und politische Prozesse. Schöningh, Paderborn u. a. 2003, ISBN 3-506-76948-0.
- Deutsche Wirtschaftsgeschichte nach 1945. Vandenhoeck & Ruprecht, Göttingen 2006, ISBN 978-3-8252-2785-2.
- Hrsg.: Herrschaft oder Freiheit. Ein Alexander-Rüstow-Brevier. hep, Ott, Bern 2007, ISBN 978-3-7225-0067-6.
- Hrsg.: Kleines Lesebuch über die Verfassung der Freiheit (= Argumente der Freiheit. Band 22). Liberal Verlag, Berlin 2008, ISBN 978-3-920590-27-1.
- Die Pervertierung der Marktwirtschaft. Der Weg in die Staatswirtschaft und zurück zur sozialen Marktwirtschaft. Olzog, München 2009, ISBN 978-3-7892-8314-7.
- Mit Thorsten Polleit: Geldreform. Vom schlechten Staatsgeld zum guten Marktgeld. Lichtschlag Medien und Werbung, Grevenbroich 2010, ISBN 978-3-939562-20-7.
- Die Euro-Misere. Essays zur Staatsschuldenkrise. TvR Medienverlag, Jena 2011, ISBN 978-3-940431-30-1.
- Auf der Suche nach einer anderen Ordnung. Forum Ordnungspolitik, Fürstenberg 2014, ISBN 978-3-7357-7958-8.
- Hrsg.: Der Starkolumnist der Freiheit. Ein Henry-Hazlitt-Brevier. NZZ Libro, Zürich 2016, ISBN 978-3-03810-148-2.